# Liste des intendants de la Marine de Rochefort

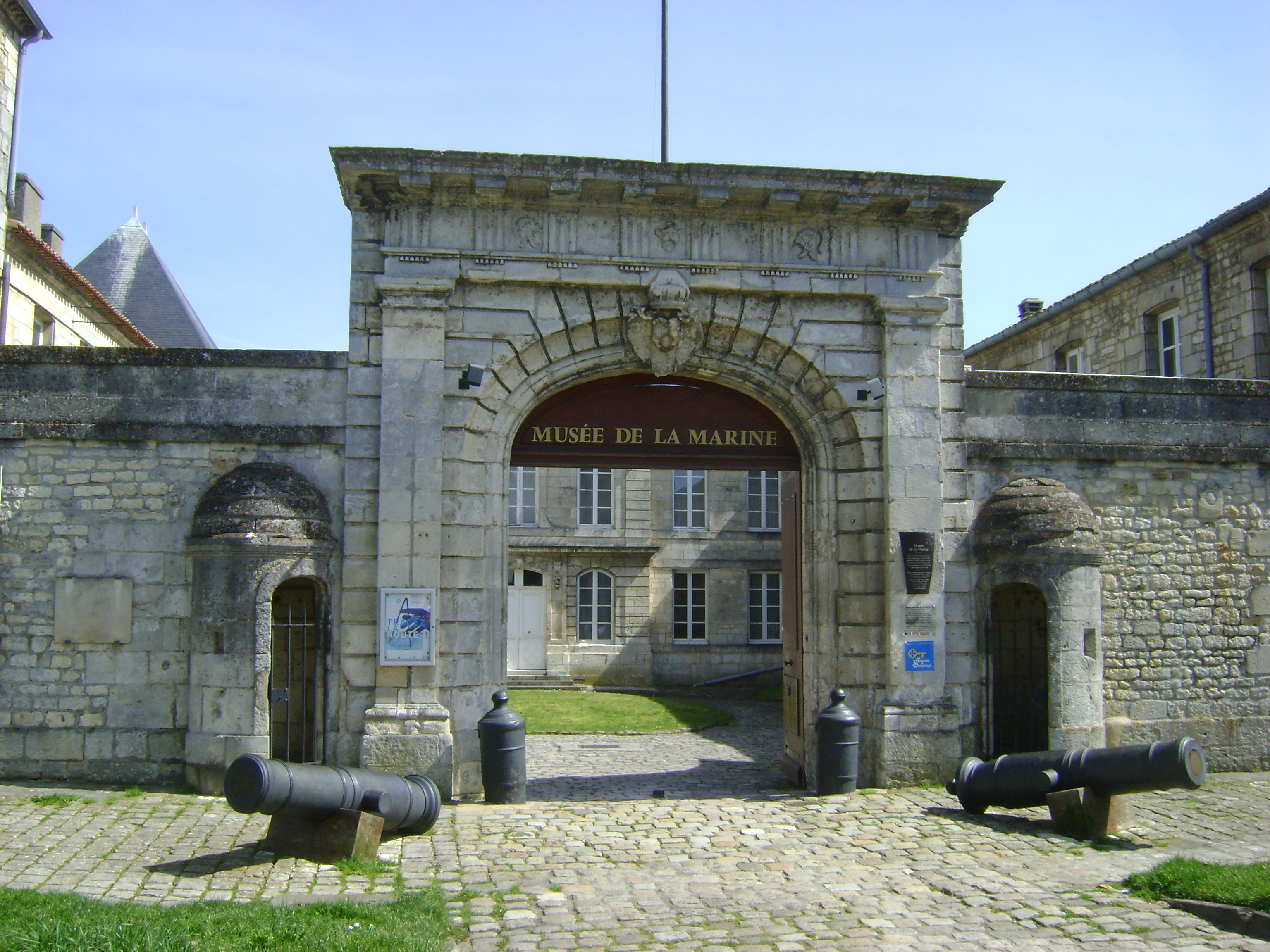
Hôtel de l'Intendance maritime

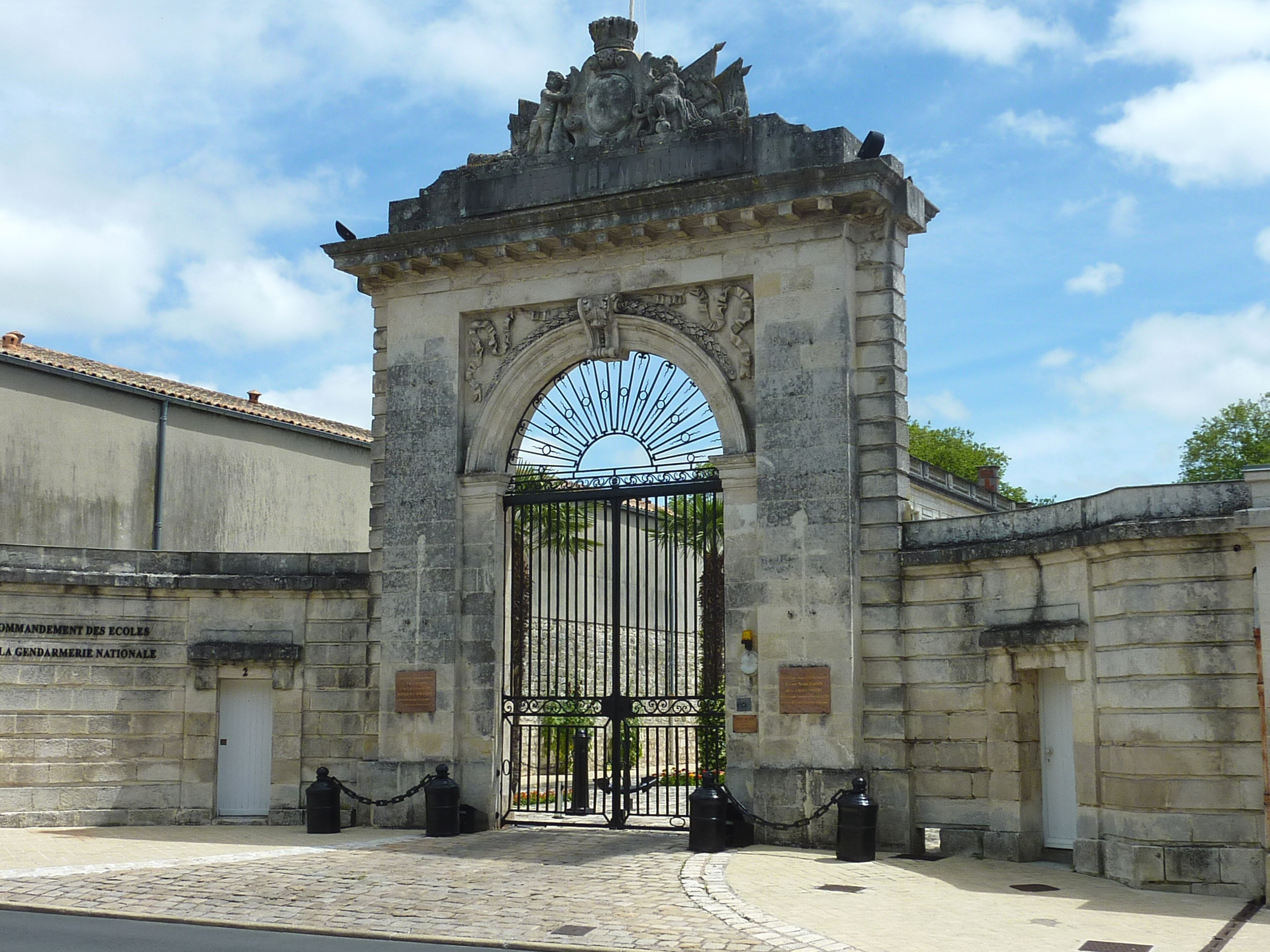
Hôtel de la Marine de Rochefort

Liste des intendants de la Marine qui se sont succédé en poste à Rochefort (Charente-Maritime) :

## 1666-1794
| Date d'entrée en fonction | Nom                                                                     | Titres en poste |
| ------------------------- | ----------------------------------------------------------------------- | --- |
| 1645                      | René de Voyer de Paulmy d'Argenson                                      | Intendant de la justice, police et finances ès provinces de Poitou, Saintonge, Angoumois, pays d’Aunis et îles adjacentes, intendant général des provinces et îles entre Loire et Garonne. |
| 1646                      | René de Voyer de Paulmy d'Argenson II                                   | Fils du précédent, il eut commission d’intendant subdélégué de son père, dans les élections de Saintes et de Cognac le 1er novembre 1644, et fut fait intendant des mêmes élections, en l’absence de son père, par commission du 4 avril 1646                                                                          |
| 1661                      | Charles Colbert du Terron                                               | Conseiller d’État, intendant général dans la province d’Aunis, iles adjacentes et mers de Ponant. Il devient intendant général des armées navales du Ponant à Rochefort en 1666 et jette les fondements de la ville et de l’arsenal de Rochefort.                                                                      |
| 1674                      | Honoré Lucas de Demuyn ( -1684)                                         | Intendant général des armées navales du Ponant à Rochefort et départi pour l’exécution des ordonnances de Sa Majesté, au pays d’Aunis, gouvernement de La Rochelle, Brouage et îles adjacentes. |
| 1683                      | Pierre Arnoul (1651-1719)                                               | Intendant de la Marine en Provene, intendant de justice, police, finances et de la marine au pays d’Aunis, ville et gouvernement de La Rochelle, Brouage, Iles-de-Ré et d’Oleron et côtes adjacentes. Quitte Rochefort en 1688 pour devenir intendant des Galères en 1700.                                             |
| 1688                      | Michel Bégon (1638-1710)                                                | commissaire général de la marine à Brest en 1680, du Havre en 1681, intendant des îles du Vent (1682–1684), intendant des galères à Marseille (1685-1688), intendant de la marine de Ponant au port de Rochefort en 1688, puis aussi intendant de la Généralité de La Rochelle lorsque la fonction est créée en 1694.  |
| 1711                      | François de Beauharnais de La Boëche (1655-1746)                        | Conseiller du roi en ses conseils, intendant de justice, police et finances en la Généralité de La Rochelle et de la marine à Rochefort. |
| 1716                      | Jean-François de Creil (1684-1762)                                      | Devient ensuite intendant de Metz, frontières de Champagne, du Luxembourg et de la Sarre (1720-1754). |
| 1720                      | Jean-Jacques Amelot de Chaillou (1689-1749)                             | En 1727 il entre l’Académie française et devient successivement intendant des finances, ministre des affaires étrangères et surintendant des postes (1737-1744), et membre honoraire de l’Académie des sciences |
| 1726                      | Jérôme Bignon de Blanzy (1688-1743)                                     | Membre de Académie royale des inscriptions et médailles en 1742, maître et garde de la bibliothèque du roi en 1722 en survivance de l'Abbé Bignon, son oncle, puis en titre en 1741. Il est maître des Requêtes en 1719, il est ensuite intendant de la généralité de Soissons (1737-1741), conseiller d'État en 1743. |
| 1737                      | Charles-Amable-Honoré Barentin                                          | Devient ensuite intendant de la Généralité d'Orléans. |
| 1747                      | Gabriel-Jean de Pleurre ( - 1749)                                       | Mourut à La Rochelle, inhumé dans l’église Saint-Barthélemy. |
| 1749                      | Louis-Guillaume de Blair de Boisemont ( -1749)                          | |
| 1755                      | Jean Baillon                                                            | Devient ensuite intendant de la généralité de Lyon. |
| 1757                      | Charles Claude de Ruis-Embito                                           | Devient ensuite en 1771 intendant du port de Brest. |
| 1770                      | François Amboise d'Aubenton de Malicorne                                | Prend ses fonctions le 26 avril 1771 |
| 1762                      | Gaspard-Louis Rouillé d'Orfeuil (1732-1791)                             | Devient ensuite intendant de la généralité de Châlons-en-Champagne. |
| 1764                      | Louis Le Peletier de Mortefontaine (1730-1799)                          | Devient ensuite intendant de la généralité de Soissons (1765-1784), prévôt des marchands de Paris (1784-1789) |
| 1765                      | Guillaume-Joseph Dupleix de Bacquencourt                                | Devient ensuite intendant de la généralité d'Amiens (1767-1771). |
| 1766                      | Gabriel Sénac de Meilhan (1736-1803)                                    | conseiller du roi en ses conseils, maître des requêtes ordinaires de son hôtel. |
| 1773                      | Jean-Baptiste de Montyon (1733-1820)                                    | philanthrope qui a fondé les prix de vertu qui ont immortalisé son nom |
| 1775                      | Marie-Pierre-Charles Meulan d’Ablois (1739-1814)                        | |
| 1781                      | Jean-Jacques-Philippe-Isaac Gueau de Gravelle de Reverseaux (1739-1794) | Ne réside plus à partir de 1782 à l'Hôtel de la Marine de Rochefort. Fut guillotiné à Paris en février 1794 « pour avoir manœuvré en faveur de la royauté ». |

Les Intendants de la Marine sont remplacés par les préfets maritimes de Rochefort.